# Куртшайд
Куртшайд (нім. Kurtscheid) — громада в Німеччині, розташована в землі Рейнланд-Пфальц. Входить до складу району Нойвід. Складова частина об'єднання громад Ренгсдорф.
Площа — 5,10 км2. Населення становить 970 ос. (станом на 31 грудня 2020).